# 内田道雄
内田 道雄（うちだ みちお、1934年7月7日 - ）は、日本の日本近代文学研究者、東京学芸大学名誉教授。
新潟県生まれ。1957年東京大学文学部国文科卒。1964年同大学院博士課程単位取得満期退学。1966年山梨大学助教授、1972年東京学芸大学助教授、1981年教授、1999年定年退官、名誉教授、鶴見大学教授、2007年退職。1998年『内田百閒』でやまなし文学賞受賞。

## 著書
- 『内田百閒 『冥途』の周辺』翰林書房, 1997
- 『夏目漱石 『明暗』まで』おうふう, 1998
- 『対話する漱石』翰林書房, 2004

### 共編
- 『夏目漱石 作品論』久保田芳太郎共編. 双文社出版, 1976
- 『新潮日本文学アルバム42　内田百閒』新潮社, 1993
- 『論集文学のこゝろとことば』編、同・刊行会, 1998
- 『論集文学のこゝろとことば 2』大井田義彰共編、同刊行会, 2000

## 論文
- 内田道雄